# 大王美銀漢魚
大王美銀漢魚（学名：Atherinomorus regina）為輻鰭魚綱銀漢魚目銀漢魚科的其中一種，分布於西太平洋菲律賓Culion及Busuanga群島海域，體長可達7公分，為熱帶魚類，棲息在沿岸淺水域，生活習性不明。